# Kashima, Saga
Kashima (japanska: 鹿島市?, Kashima-shi) är en stad i Saga prefektur i södra Japan. Staden fick stadsprivilegier 1954.